# Jacques Dago
Jacques Dago (Costa de Marfil, 10 de febrero de 1999) más conocido como Dago es un futbolista costamarfileño-francés que puede alternar las posiciones de extremo y delantero en el Club Deportivo Estepona de la Segunda Federación.

## Trayectoria
A finales de la temporada 2020-21, firma por el Club de Fútbol Fuenlabrada Promesas Madrid 2021 de la Tercera División de España.
El 15 de agosto de 2021, hace su debut en la Segunda División de España con el Club de Fútbol Fuenlabrada en la primera jornada de la temporada 2021-22, en un encuentro que acabaría con derrota frente al CD Tenerife por un gol a dos.
El 14 de julio de 2022, firma por el Marbella FC de la Tercera División de España.
El 22 de julio de 2024, firme por Club Deportivo Esrtepona de la Segunda Federación.

## Clubes
| Club                                            | País   | Año       | Partidos | Goles |
| ----------------------------------------------- | ------ | --------- | -------- | ----- |
| Club de Fútbol Fuenlabrada Promesas Madrid 2021 | España | 2021-2022 | -        | -     |
| Club de Fútbol Fuenlabrada                      | España | 2021-2022 | 8        | 1     |
| Marbella FC                                     | España | 2022-2023 | 2        | 1     |
| CF Talavera (cedido)                            | España | 2023      | 23       | 3     |
| Marbella F.C.                                   | España | 2023      | 20       | 7     |
| C.D. Estepona                                   | España | 2024- Act |          |       |